# Perperikon

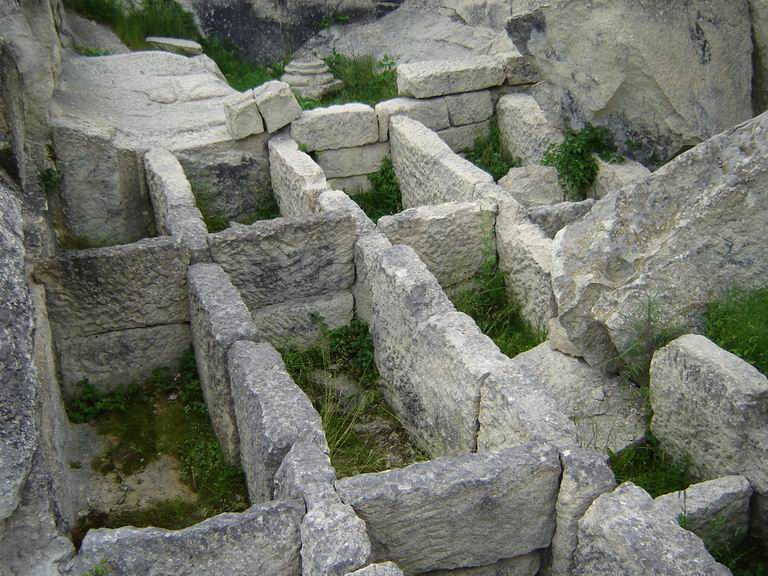
Tombes des personnages importants de la cité

Le site de Perperikon (pèr-pé-ri-kon’), à 15 km de Kardjali, dans la partie orientale des Rhodopes, au Sud-Est de la Bulgarie, est une cité antique de Thrace, construite dans la roche, à environ 470 mètres d'altitude, et citée par Hérodote.

## Histoire
La ville rupestre monumentale a été considérée comme sainte, pour le culte de Dionysos, encore mal situé, ou à Zagreus.
Le sanctuaire aurait été gardé par la tribu thrace des Satres, et les prêtres auraient été issus de la tribu thrace des Besses.
Une prêtresse (renouvelée) aurait donné des présages à Alexandre le Grand et à Octavien Auguste.
Elle a été un centre de pouvoir comparable à Troie et Mycènes. 
Elle semble avoir participé à la Guerre de Troie aux côtés des Troyens.
On a retrouvé des traces d'un habitat remontant au moins à -4000 av. J.-C..
C'est un centre important pour la coordination, à l'époque romaine au moins, de l'extraction de l'or dans le massif des Rhodopes.
Elle semble être le siège d'un diocèse à partir du IXe siècle. L'évêque Nikétas de Réméisana (actuelle Bela Palanka en Serbie) y aurait traduit la Bible dans le langage des Besses, avant de les évangéliser.
Un complexe administratif, Achridos, est construit au pied de la citadelle.
La ville est un centre prospère jusqu'au XIVe siècle et l'arrivée des Ottomans. La ville devient pour la nouvelle population Djin Tepesi, la colline aux djinns/esprits.

## Fouilles
On y a retrouvé entre autres :
- un récipient en argile rouge et blanc datant de l'âge de la pierre
- un diadème en or daté du IIIe siècle av. J.-C.
- le trône d'un souverain sculpté dans la roche et placé dans le temple, ce qui est une situation inhabituelle
- un palais-sanctuaire de l'Âge du bronze récent et de l'Âge du fer
- un autel cérémoniel

et construite à côté de la cité antique, la cité médiévale avec
- ses églises chrétiennes
- son habitat du haut Moyen Âge
- une forteresse byzantine des XIIIe et XIVe siècles

et au village de Tatul
- un monument dit « tombeau d'Orphée » creusé dans la roche au sommet d'une des collines
- une construction monumentale hellénique au pied d'une colline

## Galerie

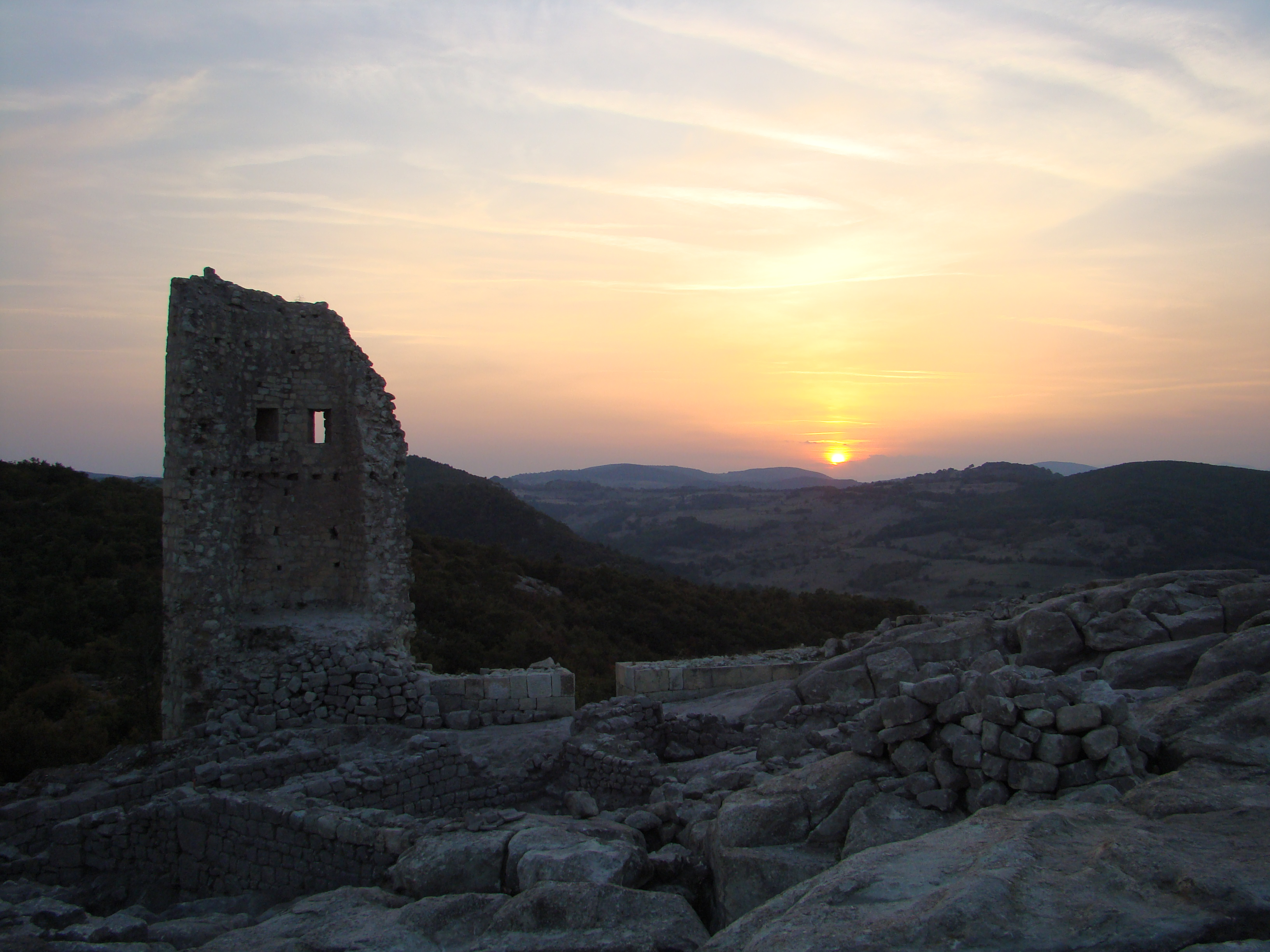
Ruines à Perperikon.
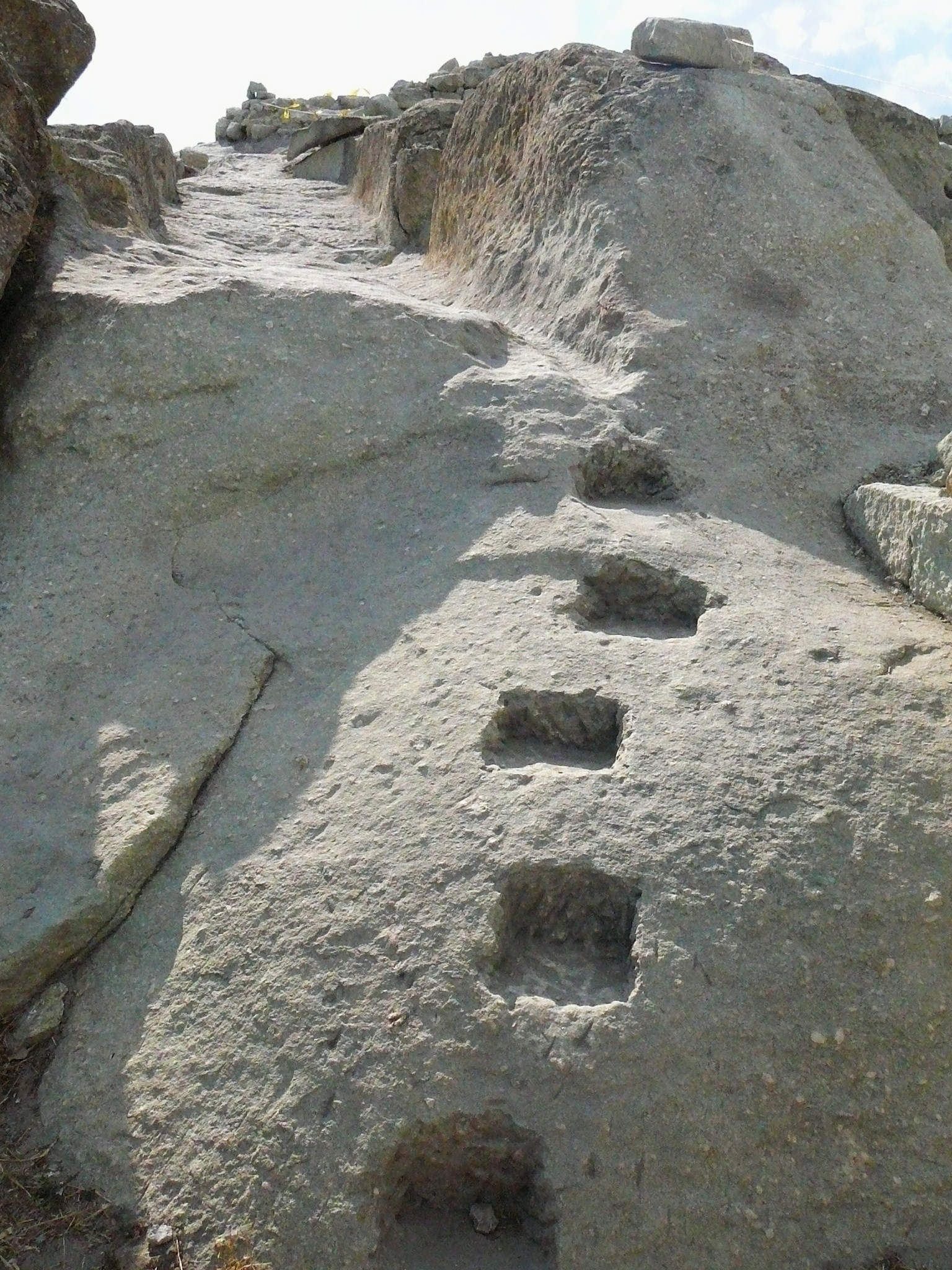
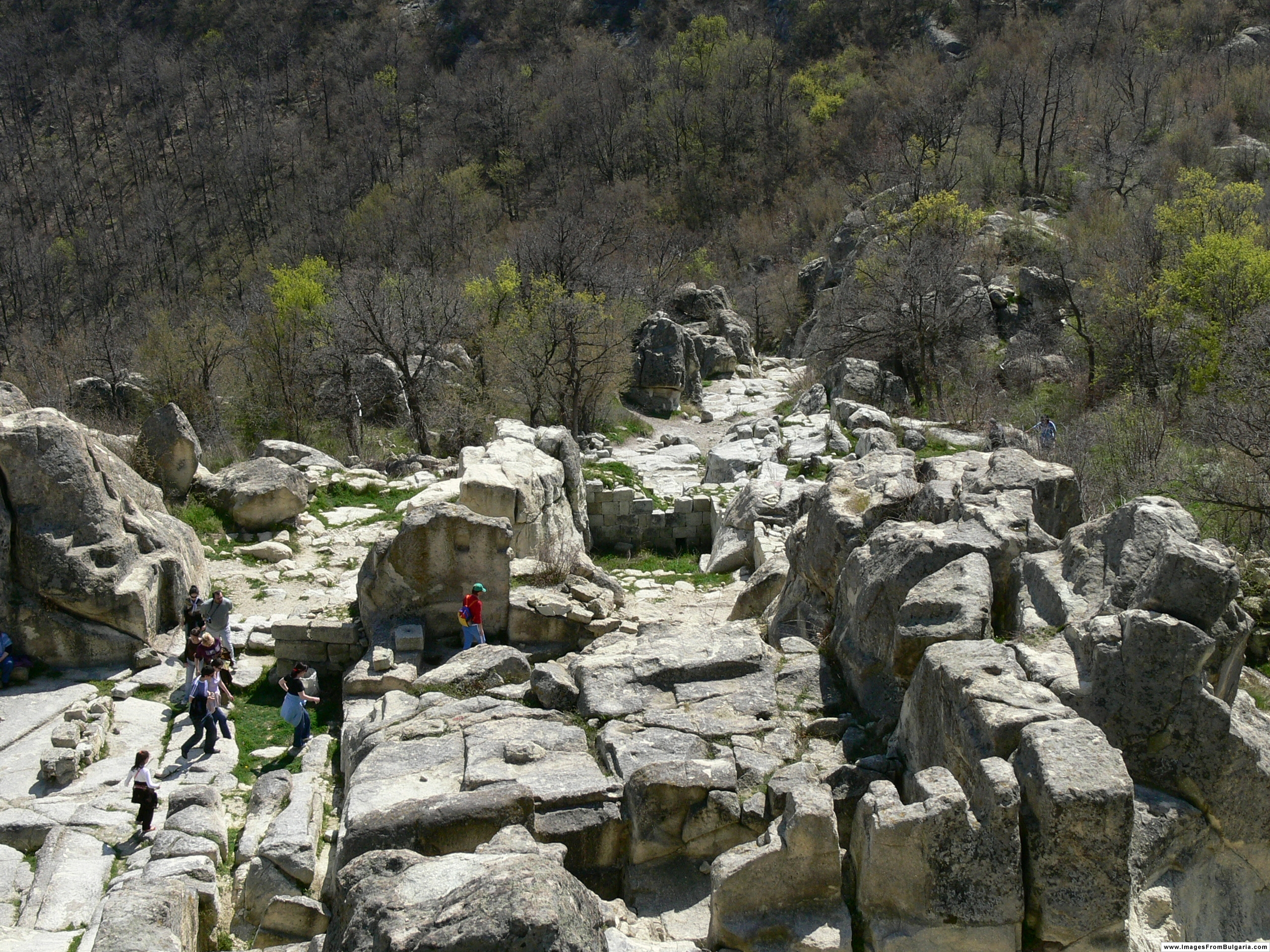
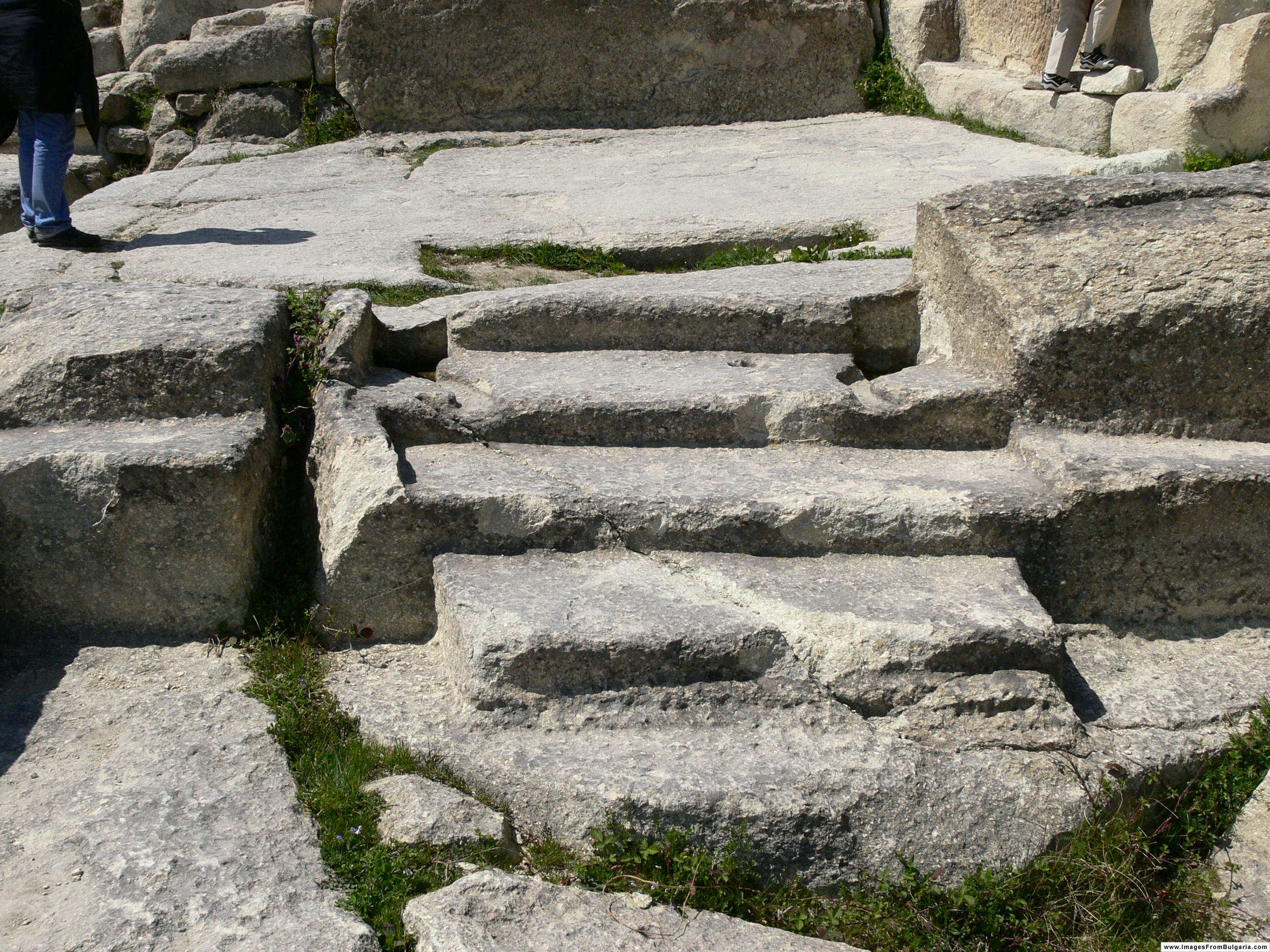
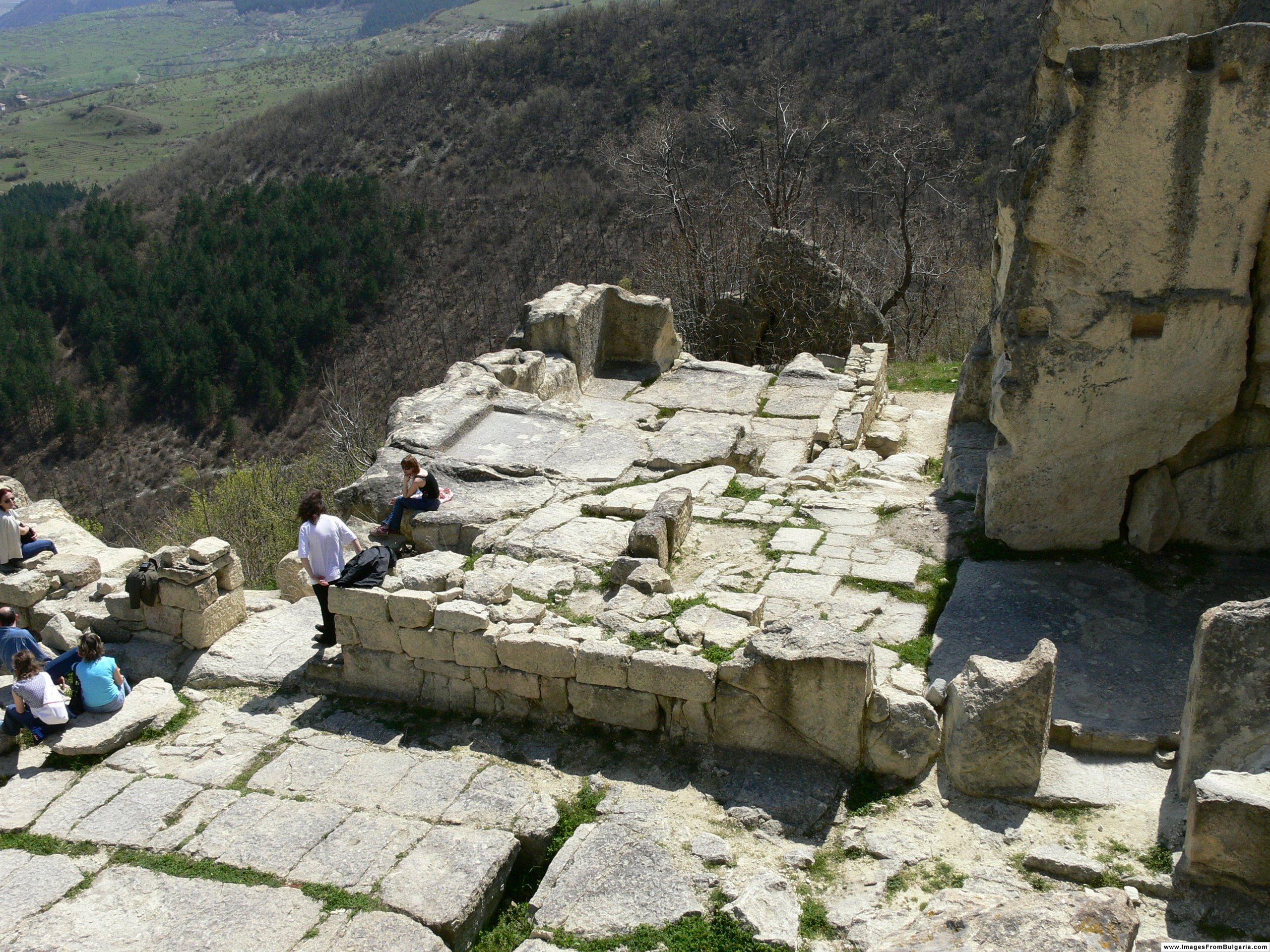
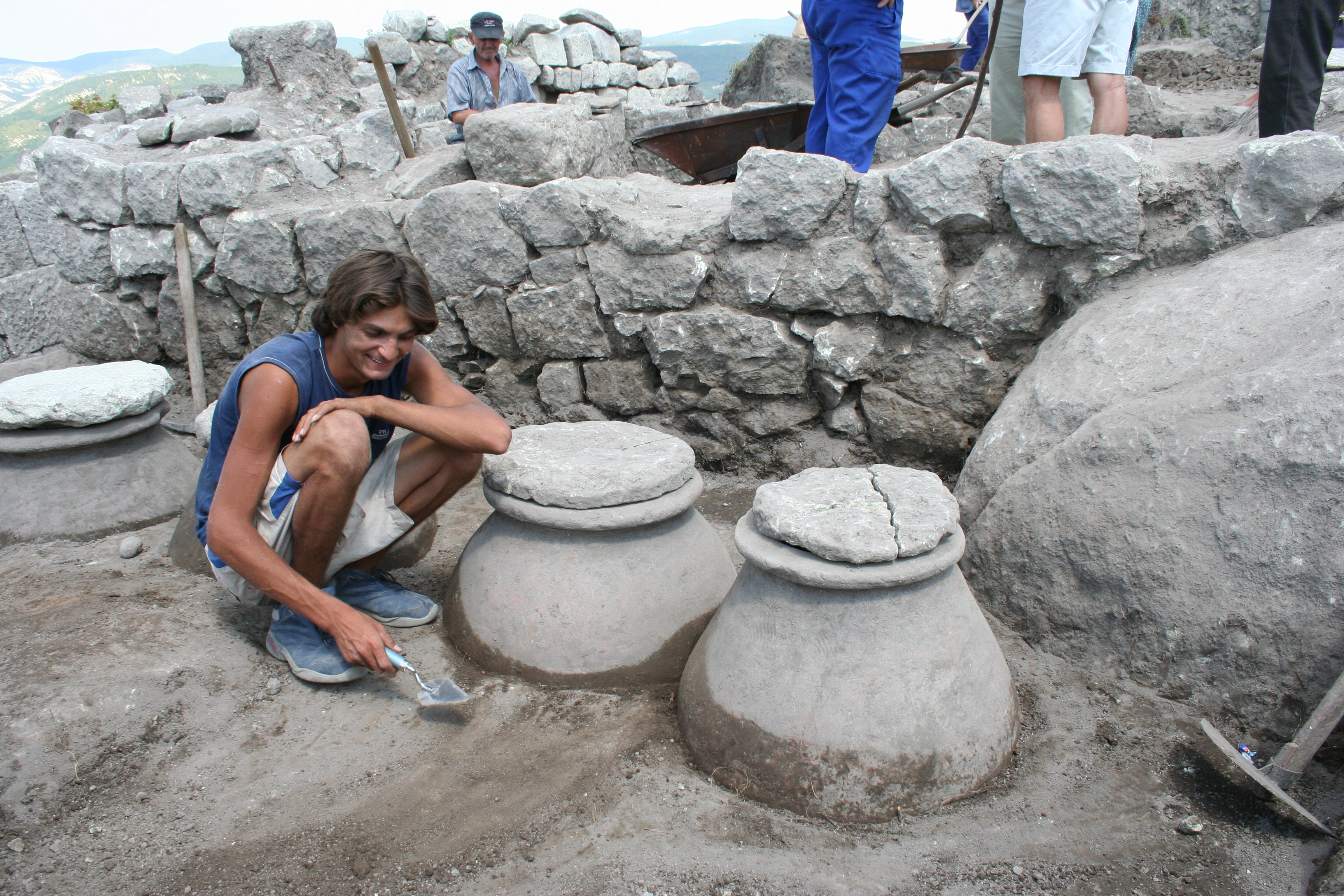